# Distretto di Wa Ovest
Il distretto di Wa Ovest (ufficialmente Wa West District, in inglese) è un distretto della Regione Occidentale Superiore del Ghana.